# 이탈로 칼비노

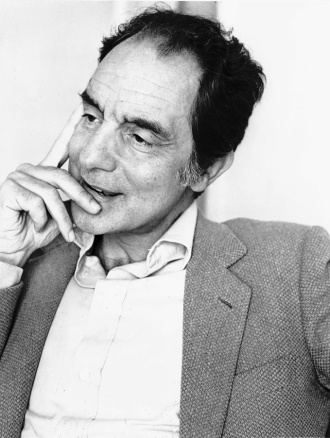
이탈로 칼비노

이탈로 칼비노(Italo Calvino, 1923년 10월 15일 ~ 1985년 9월 19일)는 이탈리아의 언론인이자 소설가, 작가이다.

## 생애
이탈로 칼비노는 1923년 쿠바 아바나의 산티아고데라스베가스에서 태어났다. 그의 아버지 마리오는 농업과 화초 원예를 가르치던 농학자이자 생물학자였다. 그는 일찍이 1909년 멕시코로 이주하여 농업부에서 일했다. 그의 어머니 에바 마멜리는 생물학자이자 대학 교수였다. 멕시코 혁명 이후 1917년 칼비노 가족은 쿠바로 이주했다.
칼비노가 태어나기 두 해가 채 안 된 1925년 가족은 이탈리아로 돌아와 산레모에 정착하기에 이른다. 칼비노의 형제 플로리아노는 1927년에 태어났고, 나중에 저명한 지질학자가 되었다.
1941년 칼비노는 토리노 대학교에 입학하였고, 1943년 피렌체 대학교로 편입하였고, 1945년 토리노에 정착하였다.

### 작품
《거미집의 오솔길》(1946년), 《코스미코믹스》(1965년), 《보이지 않는 도시들》(1972년), 《겨울밤의 나그네라면》(1979년) 등 여러 작품들을 남겼다. 그 외에 《반쪽짜리 자작》(1952년), 《나무 위의 남작》(1957년), 《부재의 기사》(1959년), 《우주희극》(1966년), 《보드라운 달》(1967년) 등의 작품이 있다.

## 같이 보기
- 이탈리아 문학

## 참고 문헌
- McLaughlin, Martin. Italo Calvino. Edinburgh: Edinburgh University Press, 1998. ISBN 978-0-7486-0735-8 (pb. ISBN 978-0-7486-0917-8).